# Great Western Steamship Company

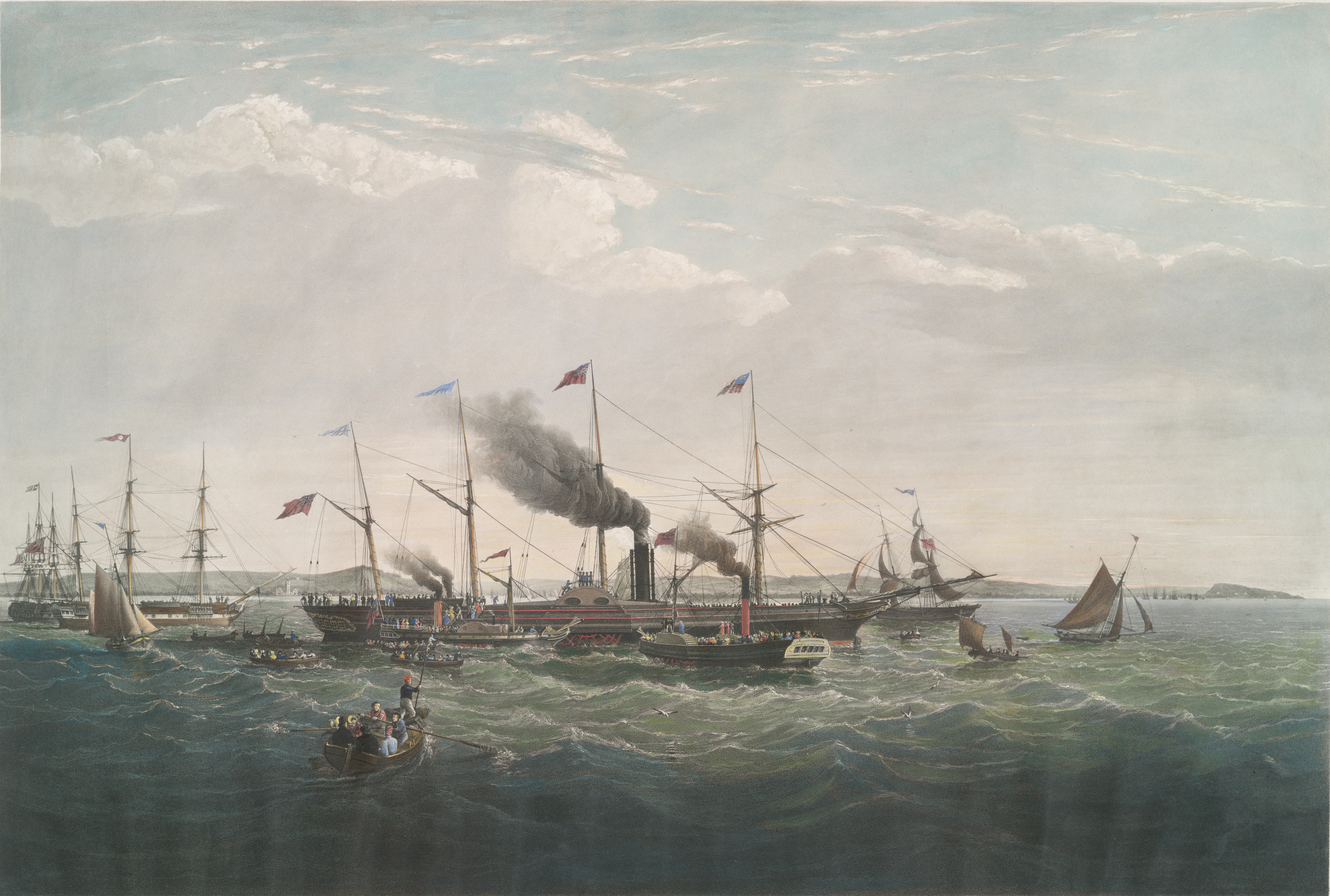
El Great Western en su viaje inaugural

La Great Western Steam Ship Company (en español, Gran Compañía de Barcos de Vapor Occidental) operó el primer servicio regular de vapores transatlánticos desde 1838 hasta 1846. En relación con el Great Western Railway, se esperaba que alcanzara la posición de liderazgo en la que finalmente se afianzó la naviera Cunard. El primer barco de la empresa, el Great Western, fue capaz de conseguir la Banda Azul en 1843 por sus travesías del Atlántico en tiempo récord, y fue el modelo para el Britannia de la Cunard y sus tres buques hermanos. El segundo barco de vapor de la compañía, el Great Britain, fue un logro técnico excepcional para la época. La empresa quebró porque no logró adjudicarse un contrato para el correo transatlántico, y el Great Britain parecía una pérdida irreparable después de encallar en la bahía de Dundrum (Irlanda) en 1846. La compañía podría haber tenido un resultado más exitoso si hubiera construido barcos hermanos del Great Western, en lugar de invertir en el demasiado avanzado para su época Great Britain.

## Historia
En la década de 1830, Liverpool estaba superando a Bristol como puerto transatlántico. El Great Western Railway se formó en 1833 para construir una línea ferroviaria entre Bristol y Londres, y para ello nombró a Isambard Kingdom Brunel como ingeniero jefe. La cuestión de la longitud de la línea se discutió en una reunión de directores de 1835, cuando supuestamente Brunel bromeó diciendo que la línea podría alargarse construyendo un barco de vapor capaz de navegar entre Bristol y Nueva York. Los inversores necesarios fueron reclutados por un amigo de Brunel, Thomas Guppy, un ingeniero y hombre de negocios de Bristol. Al año siguiente, se estableció la Great Western Steam Ship Company, a pesar de que aún faltaban años para que la línea ferroviaria estuviera terminada.
La construcción del buque Great Western, diseñado por Brunel, se inició en junio de 1836 en el astillero de William Patterson. Su gran tamaño (1.350 TRB) generó controversia cuando Dionysius Lardner se dirigió a la Asociación Británica para el Avance de la Ciencia, y concluyó que el barco práctico más grande para un servicio transatlántico no debería superar las 800 TRB, un tonelaje que era demasiado pequeño para un servicio directo a Nueva York. Brunel argumentó que los barcos más grandes eran más eficientes, y finalmente demostró tener razón. Sin embargo, las conclusiones de Lardner ahuyentaron a algunos posibles inversores de Bristol y la nueva empresa no recibió suficientes suscriptores.
El Great Western fue botado en julio de 1837, y estuvo listo para su viaje inaugural Bristol-Nueva York en abril siguiente. La British and American Steam Navigation Company también estaba planeando un servicio con un barco de vapor transatlántico, pero su primera unidad, el British Queen, no estaba lista cuando el Great Western programó su travesía inicial. Para vencer a su rival, la naviera British and American alquiló un vapor del Mar de Irlanda, el Sirius de 700 TRB, propiedad de la St. George Steam Packet Company para dos viajes. Si bien el Sirius salió de Cork, Irlanda, cuatro días antes de que el Great Western partiera de Avonmouth, la ventaja del primero se redujo a tan solo un solo día al llegar a Nueva York. Para completar el viaje, el Sirius se vio obligado a quemar sus mástiles cuando se le acabó el carbón. Debido a que la British and American no inició el servicio regular hasta el año siguiente, la línea explotada por la naviera Great Western Steam Ship Company se considera el primer servicio regular de buques de vapor transatlánticos.
El "Great Western" demostró ser claramente superior al British Queen, y fue el modelo de todos los exitosos barcos de paletas de madera que surcarían el Atlántico. Durante 1838-1840, el Great Western tardó un promedio de 16 días y 0 horas (a un promedio de 7,95 nudos) en la travesía hacia el oeste hasta Nueva York; y 13 días y 9 horas (a un promedio de 9,55 nudos) de regreso a casa. En 1838, la empresa repartió un dividendo del 9%, pero ese iba a ser el único dividendo que llegó a pagarse, debido al gasto de construcción del siguiente barco de la empresa.

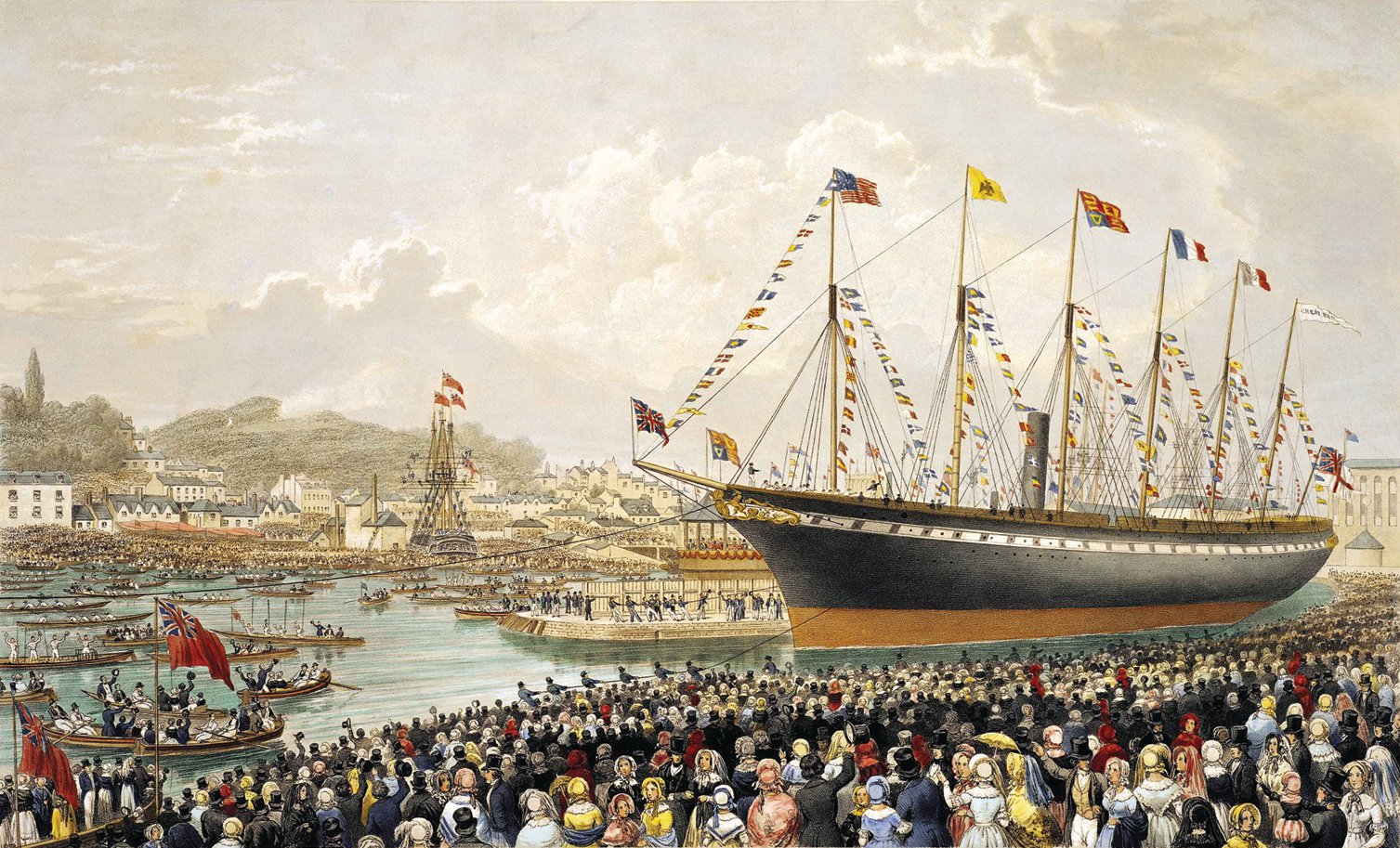
Botadura en 1843 del Great Britain, el revolucionario barco ideado por Isambard Kingdom Brunel

Desafortunadamente, los acontecimientos de 1839 condenaron a la empresa. Ya se habían reunido los materiales para construir un segundo barco, provisionalmente llamado City of New York, cuando Brunel convenció a los directores para que construyeran un barco completamente diferente, un vapor con casco de hierro de dimensiones inusualmente grandes. La construcción del Great Britain resultó desastrosamente prolongada y costosa, y durante los seis años siguientes el Great Western operó en solitario.
Aún más desastrosa fue la decisión del gobierno británico de adjudicar el contrato de correo transatlántico a Samuel Cunard. Tres años antes, una comisión del Parlamento decidió que los paquetes postales gestionados por Correos debían ser sustituidos por contratos con compañías navieras privadas y que el Almirantazgo debía asumir la responsabilidad. El famoso explorador del Ártico, el almirante Sir William Edward Parry, fue nombrado "contralor de maquinaria de vapor y servicio de paquetes" en abril de 1837. Los habitantes de Nueva Escocia, liderados por su joven presidente de la Asamblea, Joseph Howe, presionaron para que el servicio de vapores transatlánticos también llegara a Halifax. Las rebeliones de 1837 en el territorio de Canadá todavía no se habían sofocado, y Londres se dio cuenta de que el servicio propuesto hasta Halifax también era importante por razones de defensa.
Así, en el mes de noviembre, Parry publicó una licitación para adjudicar el servicio de correo del Atlántico Norte a Halifax. La naviera Great Western ofertó 45.000 libras esterlinas por un servicio mensual Bristol-Halifax-Nueva York que comenzaría entre 18 y 24 meses después. La St. George Steam Packet Company también ofertó 45.000 libras esterlinas por un servicio mensual Cork-Halifax, que incluía a su buque Sirius, y 65.000 libras esterlinas por un servicio mensual Cork-Halifax-Nueva York. Los directivos de la Great Western confiaban en que ganarían el contrato debido al éxito demostrado de su primer barco de vapor. Sin embargo, el Almirantazgo rechazó ambas ofertas porque ninguna de las empresas se ofreció a iniciar el servicio con suficiente antelación. Guppy también había caído en desgracia ante el Almirantazgo debido a sus comentarios críticos sobre los diseños de los barcos de vapor de la Royal Navy, realizados en una reunión científica de 1837.
Cunard, que estaba de regreso en Halifax, ni siquiera se enteró de la licitación hasta después de la fecha límite original. Regresó a Londres, e inició negociaciones con el almirante Parry, que era un buen amigo de Cunard desde que Parry era un joven oficial destinado en Halifax veinte años antes. Cunard ofreció a Parry un servicio quincenal a partir de mayo de 1840. Si bien Cunard en aquel momento no era propietario de un barco de vapor, ya había estado involucrado anteriormente en el flete del buque de vapor Royal William, y poseía minas de carbón en Nueva Escocia. El principal patrocinador de Cunard fue Robert Napier, que era el proveedor de máquinas de vapor de la Royal Navy. Napier estaba ansioso por apoyar a Cunard, porque acababa de tener una disputa con Junius Smith de la naviera British and American. Cunard también contó con el fuerte respaldo de líderes políticos de Nueva Escocia como Howe, justo en el momento en que Londres estaba preocupado por conseguir apoyo en la América del Norte británica después de la rebelión. Finalmente, el almirante Parry aceptó la oferta de Cunard en mayo de 1839, a pesar de las ruidosas protestas de los directores de la naviera Great Western. El Parlamento investigó las quejas de la Great Western, y confirmó la decisión del Almirantazgo.
La empresa también enfrentó dificultades en su puerto base. El calado del puerto no era suficiente para que el Great Western atracara en Avonmouth, lo que obligó al barco a anclar en medio de la corriente. La compañía de los muelles se negó a dragar un atracadero más profundo, y cobraba el doble que Liverpool. El resultado fue que Bristol perdió más terreno frente a sus puertos rivales. Después del colapso de las compañía British and American, la Great Western decidió alternar las salidas entre Avonmouth y Liverpool, antes de abandonar Avonmouth por completo en 1843. La empresa siguió siendo rentable, aunque entonces debía competir directamente con el servicio quincenal de Cunard. En 1843, los ingresos de la empresa fueron de 33.400 libras esterlinas, frente a unos gastos de 25.600 libras esterlinas. Sin embargo, todavía estaba en dificultades financieras debido al coste de construcción del Great Britain, que finalmente alcanzó las 117.295 libras esterlinas.
El Great Britain se botó en 1843 con gran fanfarria. Tenía nada menos que tres veces el tamaño de los buques de la Clase Britannia de la naviera Cunard. La suerte de la empresa mejoró en 1845, cuando su nuevo buque enseña entró en servicio. Registró un tiempo de 14 días y 21 horas (9,3 nudos) hasta Nueva York, y un día menos a su regreso. Sin embargo, el 23 de septiembre de 1846 el buque embarrancó en la costa de Irlanda debido a un error de navegación, y no se esperaba que sobreviviera al invierno. Los directivos suspendieron todos los viajes del Great Western, y cerraron la naviera. La empresa se vio obligada a vender los derechos de salvamento a una fracción del costo original del buque encallado, aunque finalmente el Great Britain pudo rescatarse, se vendió y sirvió a varios propietarios hasta 1937.

## Flota de laGreat Western
Lista procedente de
| Buque         | Botado en | En servicio para el Great Western | Tipo              | Tonelaje GRT | Notas y referencias                                                                           |
| ------------- | --------- | --------------------------------- | ----------------- | ------------ | --------------------------------------------------------------------------------------------- |
| Great Western | 1837      | 1838–1846                         | Paletas de madera | 1.350        | Banda Azul, vendido en 1847 a la Royal Mail Steam Packet Company y desguazado en 1856         |
| Great Britain | 1843      | 1845–1846                         | Hélice metálica   | 3.450        | Vendido en 1850 y finalmente transferido al comercio australiano, ahora conservado en Bristol |